# Helmut Uhlig (Autor)

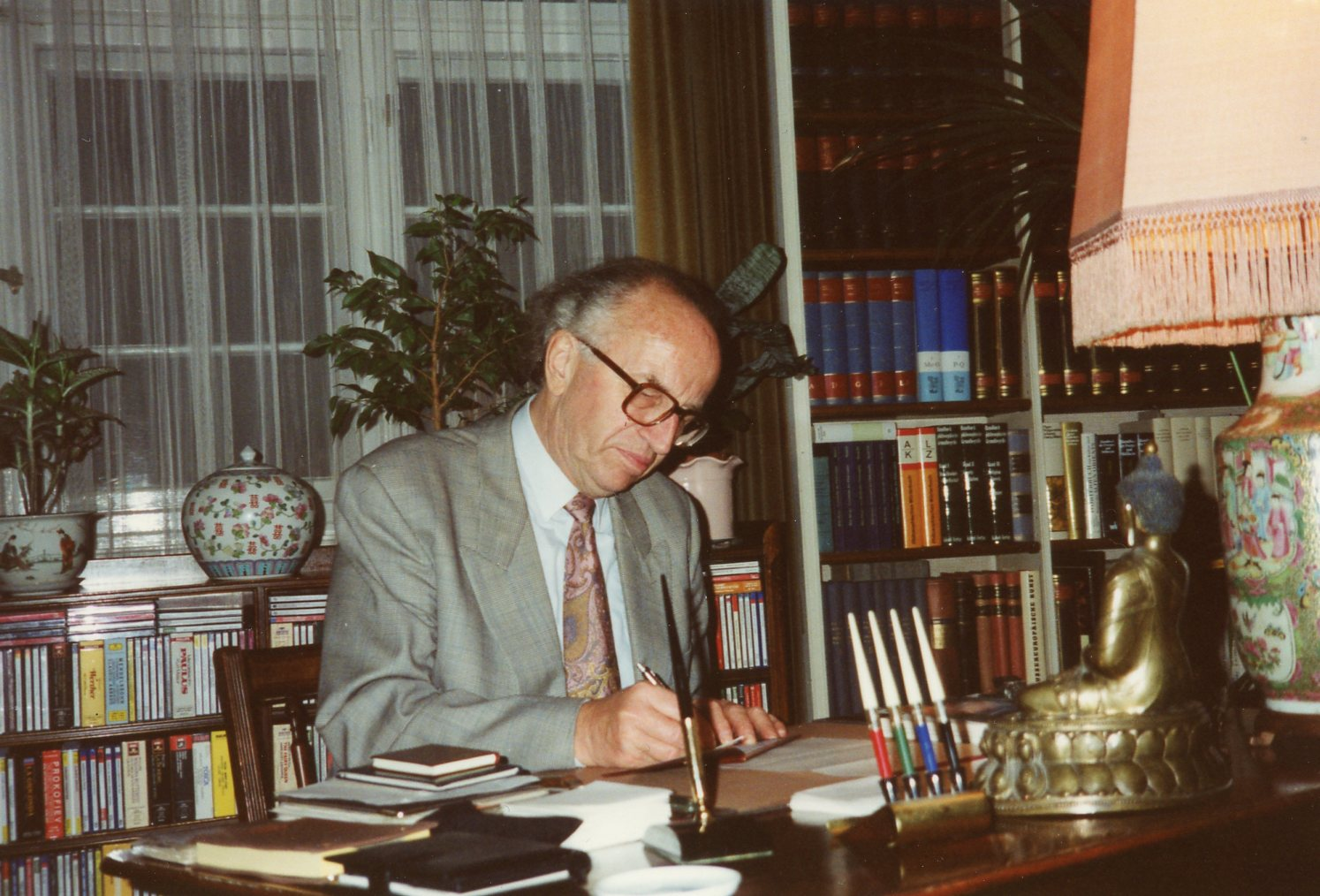
Helmut Uhlig 1992 an seinem Schreibtisch in Berlin Neu-Westend

Helmut Uhlig (* 18. Mai 1922 in Chemnitz; † 24. Februar 1997 in Rotenburg (Wümme)) war ein deutscher Literaturkritiker, Asienexperte und Schriftsteller. Nach dem Zweiten Weltkrieg trat er zuerst als Literaturkritiker hervor und organisierte in Berlin Ausstellungen und Lesungen. Einem größeren Publikum wurde er bekannt durch seine Bücher zur Kulturgeschichte, der Ethnologie und den Religionen Asiens und Ozeaniens, die in über ein Dutzend Sprachen übersetzt wurden.

## Leben

### Jugend
Uhlig wurde 1922 als zweiter Sohn des Postbeamten Georg Uhlig und seiner Frau Olga in Chemnitz geboren. Sein Bruder Kurt war bereits im frühen Kindesalter verstorben. Uhligs Vater war seit 1921 Mitglied der SPD, die 1933 verboten wurde. Georg Uhlig blieb in der Zeit des Nationalsozialismus parteilos. Für Helmut Uhlig war die NS-kritische Haltung des Elternhauses prägend, wie ein nach Kriegsende geschriebenes Manuskript Führerwahn belegt, das unveröffentlicht blieb. Nach Abitur und Reichsarbeitsdienst wurde Uhlig 1941 zur Wehrmacht einberufen. Während des Balkanfeldzugs wurde Uhlig verwundet, nach dem Lazarettaufenthalt als wehruntauglich eingestuft und konnte an der Universität Wien Geschichte, Kunstgeschichte, Literaturwissenschaften und Philosophie studieren.
Kurz vor Kriegsende kehrte er nach Chemnitz zurück, wo er die Kaufmannstochter Margitta Müller heiratete. Aus dieser Ehe sind drei Kinder Kirstin Sylva, Wolf-Rüdiger und Christian Alexander hervorgegangen.

### Nachkriegszeit
Nach Kriegsende arbeitete Uhlig zunächst als Gymnasiallehrer in Marienberg und Gastdozent an der Landesjugendschule der FDJ auf dem Valtenberg (Neukirch/Lausitz). 1946 wechselte Uhlig zum damals in Gründung befindlichen Verlag Neues Leben in Ost-Berlin. 1947 kündigte Uhlig beim Verlag Neues Leben und arbeitete als freier Schriftsteller und Kritiker. 1948 erschien beim Gustav Spielberg Chronos Verlag sein erstes Buch André Gide oder die Abenteuer des Geistes. Durch das Gide-Buch geriet Uhlig ins Visier der sowjetischen Besatzungsmacht. Andre Gide hatte mit dem Kommunismus zunächst sympathisiert, sich jedoch nach einer Reise 1936 durch die Sowjetunion mit harten Worten vom Kommunismus losgesagt. Einer unmittelbar bevorstehenden Verhaftung in Kleinmachnow konnte Uhlig entkommen. Sein Verleger Spielberg machte den französischen Stadtkommandanten auf Uhligs Situation aufmerksam, worauf Uhlig eine Zuzugsgenehmigung für den französischen Sektor bekam. In seinem Domizil in Berlin-Frohnau schrieb Uhlig Buchrezensionen für verschiedene deutsche Zeitungen, sowie Kritiken und Literaturessays für den „Monat“, den „Merkur“, „Akzente“, „Die neue Rundschau“ und die „Neuen Deutschen Hefte“. Uhlig war auch regelmäßiger Mitarbeiter mehrerer Rundfunksender, so des NWDR und RIAS Berlin, ab Mitte der 50er Jahre auch des neugegründeten Sender Freies Berlin. Während der Jagd auf Kommunisten in der McCarthy-Ära konnte Uhlig keine Texte beim RIAS veröffentlichen, da er ursprünglich aus der sowjetisch besetzten Zone kam. Um der Familie zu Einnahmen zu verhelfen, veröffentlichten befreundete Autoren wie der Literaturwissenschaftler Carol Petersen in dieser Zeit seine Texte unter ihrem Namen beim RIAS.
Mit einem Band zu Adalbert Stifter, Essays zum literarischen Expressionismus (Johannes R. Becher, Ernst Stadler, Georg Heym, Georg Trakl, Gottfried Benn und Ivan Goll), Monografien zu Wladimir Majakowski, Marcel Proust und Gottfried Benn hatte Uhlig bis Anfang der 60er Jahre seinen Ruf als Literaturkritiker gefestigt.

## Organisator von Ausstellungen und Lesungen
Im Jahr 1956 wurde Uhlig Direktor der Volkshochschule Berlin-Tempelhof und Leiter des Kunstamtes. Trotz der bescheidenen finanziellen Ausstattung organisierte Uhlig „auf dem Gebiet der Gegenwartskunst...eine Reihe bedeutender Erstausstellungen für Berlin“. So stellte er 1957 Zeichnungen und Plastiken des damals noch unbekannten Günter Grass aus, der bei der Eröffnung aus seinem Gedichtband Die Vorzüge der Windhühner vorlas.
Durch enge Zusammenarbeit mit Wieland Schmied von der Kestner Gesellschaft Hannover konnte eine Ausstellung mit Arbeiten von Horst Janssen nach Berlin gebracht werden. 1967 folgte der britische Künstler Ben Nicholson mit seiner ersten Ausstellung in Berlin und Hans Bellmer – ebenfalls eine Berlinpremiere. Durch die Freundschaft mit dem Sammler und Kunstmäzen Walter Scharf (Enkel von Otto Gerstenberg) kamen Ausstellungen mit Werken des französischen Fauvisten Charles Lapique, des spanischen Bildhauers Baltasar Lobo und des argentinisch-französischen Malers Sergio de Castro zustande. 1968 wurden Arbeiten des italienischen Manieristen Fabrizio Clerici gezeigt. Die Zusammenarbeit mit der Albertina Wien ermöglichte Ausstellungen der österreichischen Künstler Ernst Fuchs, Wolfgang Hutter und Georg Eisler. Mit Shemuel Katz und dem in Litauen geborenen Moshe Rosenthalis folgten zwei Künstler aus Israel. Mit Hermann Naumann wurde 1964 erstmalig ein wichtiger Künstler aus der DDR gezeigt, 1969 folgte mit Fritz Mikesch ein weiterer Künstler mit österreichischen Wurzeln. Großes Echo fand 1970 eine Ausstellung mit Werken des Hannoveraner Künstlers Otto Gleichmann, der zur zweiten Expressionistengeneration zählt.
In Zusammenarbeit mit RIAS Berlin organisierte Uhlig die Literaturreihe „Tribüne des Wortes“ mit öffentlichen Lesungen, die anschließend vom RIAS ausgestrahlt wurden. Den Auftakt machte 1963 Günter Grass mit einer Lesung aus seinem Roman Hundejahre. Ab 1964 folgten in der Reihe „Schriftsteller lesen in Berlin“ u. a. Heinrich Böll, Uwe Johnson, Ilse Aichinger, Hans-Erick Nossack, Peter Weiß, Günter Eich, Marie Luise Kaschnitz, Siegfried Lenz, Ingeborg Bachmann, Edzard Schaper, Max Frisch, Robert Neumann, Rudolf Hagelstange und Gerhard Zwerenz.

## Asien

### Asien-Reisen und Bücher
Ab den 60er Jahren unternahm Uhlig weltweite Reisen: „Ich flog nach Afrika, Amerika und in die Südsee - vor allem aber nach Asien. Und oft war es der `Tagesspiegel’, der die Früchte solcher Reisen in seinen sich damals über acht bis zwölf Sonntagsseiten erstreckenden Serien vorab druckte, bevor Bücher daraus wurden: Bücher ganz anderer Art als ich sie ursprünglich einmal zu schreiben vorgehabt hatte. Reisen und Schreiben, das war nun eine Einheit.“ Die im Safari beim Ullstein Verlag erschienenen Bücher Südsee-Paradiese und Indonesien hat viele Gesichter haben noch den Charakter erweiterter Reisetagebücher. Ab Auf den Spuren Buddhas überwiegt der kulturhistorische Ansatz, der aber immer mit persönlichem Erleben gemischt wird. In dem bei Molden erschienenen Band Kein Platz für wilde Menschen machten Uhlig und Co-Autor Peter Baumann auf das Schicksal der letzten indigenen Völker aufmerksam. Der Seghers-Verlag in Paris brachte eine französische Ausgabe heraus. Insgesamt wurden Uhligs Bücher in 14 Sprachen übersetzt: Englisch, Französisch, Spanisch, Italienisch, Griechisch, Russisch, Polnisch, Ungarisch, Tschechisch, Slowakisch, Rumänisch, Estnisch, Türkisch und Japanisch. Mit dem Band Die Sumerer wechselte Uhlig zum Bertelsmann-Verlag, wo auch Bali und Am Thron der Götter erschienen.
Die Sumerer und der beim Lübbe Verlag erschienene Band Die Seidenstraße wurden Bestseller, die mehrere Neuauflagen erlebten. 1980 gehörte Uhlig zu den ersten Europäern, die in das wieder zugängliche Tibet reisten. Nach seinem Tibet-Buch wandte sich Uhlig mit Die große Göttin lebt der Ur- und Frühgeschichte zu. Das Buch Die Mutter Europas: Anatolien fand vor allem auch in der Türkei Widerhall, die sich damals um eine Aufnahme in die EU bemühte. Die letzten Bücher Uhligs ziehen eine Summe seiner religionsgeschichtlichen Forschungen: Buddha, Buddha und Jesus und Das Leben als kosmisches Fest, das der Naturphilosoph Jochen Kirchhoff aus dem Nachlass herausgegeben hat.

### Asien-Ausstellungen
In den 70er Jahren legte Uhlig einen Schwerpunkt seiner Ausstellungstätigkeit auf asiatische Kunst. Auf Bilder aus Bali und Buddhistische Kunst aus dem Himalaya folgten mehrere Ausstellungen über indische Kunst. Höhepunkte waren 1979 Das Bild des Buddha, die in Zusammenarbeit mit Herbert Härtel, dem Direktor des Museums für Indische Kunst in Berlin realisiert wurde, und 1980 Tantrische Kunst des Buddhismus. Für die ausgestellten Himalaya-Bronzen wurden beim Rathgen-Forschungslabor eigens Metallanalysen erstellt, um die Provenienz bestimmen zu können. Mit zusammen 50.000 Besuchern und weit über 100 Besprechungen in den Medien setzten diese Ausstellungen neue Maßstäbe für die Arbeit eines Kunstamtes.

### Gefährdungen während der Reisen
Auf seinen Reisen kam Uhlig mehrfach in bedrohliche Situationen, so während des Indochinakriegs in Laos durch Raketenbeschuss des Pathet Lao. Auch stand er auf der Passagierliste eines US-Militärflugzeuges von Vientiane in den Norden des Landes, das später als verschollen gemeldet wurde. Uhlig hatte im letzten Moment auf den Mitflug verzichtet und konnte den Kondolenzanruf der Botschaft in Berlin selbst entgegennehmen.
Im Sommer 1976 verunglückte Uhlig schwer auf einer Afghanistan-Reise, als der Reisebus nach einer Kollision in der Nähe von Kabul von einer Brücke stürzte. Ein Reisender starb bei dem Unfall, es gab mehrere Schwerverwundete, darunter Uhlig. Weil in West-Berlin damals keine Lufthansa-Maschinen landen durften, wandte sich die Deutsche Rettungsflugwacht an die DDR-Fluggesellschaft Interflug und bat um die Durchführung eines Rettungsfluges. Dafür wurde die Maschine in Stuttgart zum fliegenden Lazarett umgerüstet. Am 17. Juli 1976 landete die Maschine unter starkem Medienecho in Berlin-Schönefeld und die Verletzten wurden in West-Berliner Krankenhäuser gebracht.

### Sammler asiatischer Kunst
Uhlig trug eine hochwertige Sammlung an asiatischer Kunst zusammen, vor allem buddhistische Bronzen und Thangkas aus Tibet und dem übrigen Himalaya-Raum. Eines der frühesten datierten Mandalas aus Nepal aus der Uhlig-Sammlung befindet sich heute im Indischen Museum Berlin SMPK. Aufgrund seiner umfassenden Kenntnisse der Ikonografie tibetischer Kunst beauftragte ihn das Museum Rietberg in Zürich damit, den Begleitband zur Tibet-Sammlung der Berti Aschmann-Stiftung zu verfassen.

## Trivia
Durch Vermittlung von Georg Holmsten bekam Uhlig 1951 von der Deutschen Buchvertriebs- und Verlags-Gesellschaft den Auftrag für einen historischen Roman. Wegen stärkeren Eingriffen des Lektorats in seinen Text veröffentlichte Uhlig den Roman Messalina – ein Sittenbild aus Rom schließlich unter dem Pseudonym Conte Costello.

## Engagement
Uhlig war im Vorstand des Verbands Deutscher Schriftsteller. Dort setzte er sich „für die Verbesserung der Arbeitsbedingungen der Autoren ein, denen er sich durch seine zahlreichen Buchveröffentlichungen verbunden fühlte“. Auch in der Deutsch-Indischen Gesellschaft, Berlin, war Uhlig langjähriges Vorstandsmitglied. In zahlreichen Vorträgen warb er „um ein besseres Verständnis für die Menschen und Kulturen Asiens in unserer westlichen Welt“.

## Würdigung
Tilman Krause schreibt in seinem Nachruf im Berliner Tagesspiegel „Seine journalistischen Arbeiten aber auch seine erfolgreichen Bücher…zeugten von einer umfassenden geistigen Neugierde, wie sie in unseren spezialistisch verarmten Tagen selten geworden ist. Nicht zuletzt mit seiner Affinität zu Philosophie, Literatur und Religion im asiatischen Raum nahm Uhlig im Alter eine Wendung, die ihn mit demjenigen unter den deutschen Dichtern verbindet, der ihm zeitlebens besonders viel bedeutete: Goethe.“

## Werke